# Mantle Hood

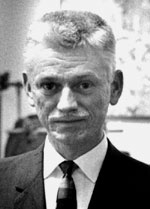
Mantle Hood

Mantle Ki Hood (24 de junio de 1918-31 de julio de 2005) fue un etnomusicólogo y compositor norteamericano. Conocido principalmente por sus estudios sobre música gamelán javanesa, acuñar el concepto de la bi-musicalidad y la creación del primer programa de etnomusicología en los Estados Unidos.

## Primeros años
Mantle Hood nació en Springfield, Illinois. Recibió educación musical con el piano desde su niñez y durante su adolescencia tocaba el clarinete y el saxofón tenor en clubs de jazz locales. Inicialmente no se va a dedicar profesionalmente a la música y a partir de los años 30 se muda a Los Ángeles para escribir literatura de ficción, específicamente pulp; mientras sobrevivía haciendo dibujo técnico para la industria aeronáutica. Al iniciar la Segunda Guerra Mundial es enviado a Europa como soldado y al volver a Los Ángeles inicia estudios en agricultura en la Universidad de California, transfiriéndose poco después a la UCLA.

## Formación

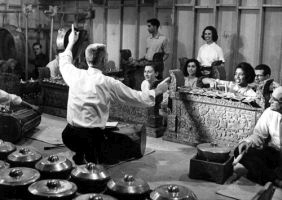
Mantle Hood dirigiendo un ensamble de gamelán balinés

Una vez en UCLA empieza a estudiar composición bajo la tutela de Ernst Toch durante 5 años a partir del 1945. Completando su Bachellor of Arts en música en el 1951 y su Master of Arts en composición musical dos años después. Inmediatamente después se va a Holanda gracias a una Fulbright fellowship para estudiar con Jaap Kunst (experto en música gamelán de Indonesia y conocido por ser el responsable del nombre "etnomusicología") en la Universidad de Ámsterdam. su Ph.D con una tesis sobre el pathet, sistema modal de la música de java central, proponiendo que estos modos eran determinados por el contorno del balungan (tema melódico estructural) y no al revés, la disertación fue publicada en 1954 y titulada  The Nuclear Theme as a Determinant of Patet in Javanese Music.

## Carrera profesional
El mismo en que se doctora comienza a ejercer como profesor adjunto en la UCLA en donde crearía el primer programa de etnomusicología en los Estados Unidos. Entre el 1956 y el 1958 le conceden una Ford fellowship para realizar trabajo de campo en Indonesia. Al regresar vuelve a dar clases en la misma universidad pero como profesor asistente (1956) para subir de rango con el puesto de profesor asociado en 1959 y finalmente como profesor catedrático en 1962. A su vez fue profesor visitante en varias universidades de Estados Unidos, así como en la Universidad de Ghana (1963-4), Universidad de Pekín (1983), Queen's University de Belfast (1985) y la Schola Tinggi Seni Indonesia (1998). Al retirarse de la UCLA como profesor emérito en 1974, continuo enseñando en calidad de  "distinguished senior professor of music" en la universidades de Maryland (1980–96) y West Virginia (1996–2005).
En 1961 fundó y dirigió el Institute for Ethnomusicology, trabajando por un buen periodo cerca de Charles Seeger, a quién Joseph Kerman definiría como la éminence grise de Hood. Fue presidente de la Society for Ethnomusicology entre 1965 y 1967 y fue hecho miembro honorario de por vida del Seminario europeo de etnomusicología en 1985.

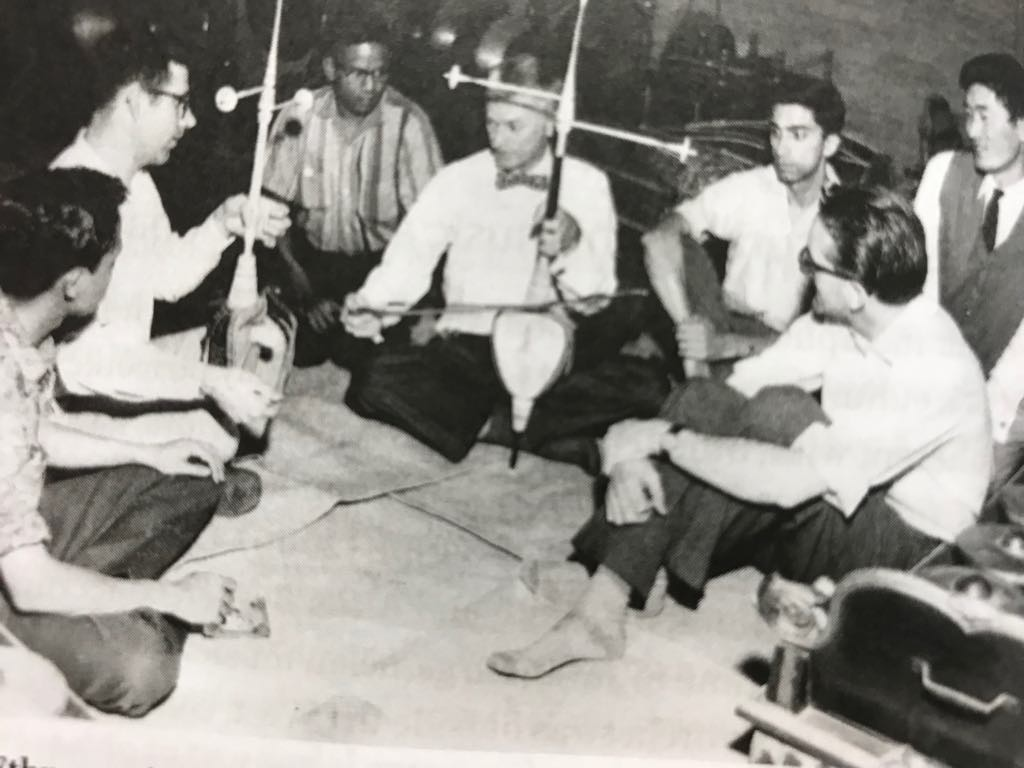
Mantle Hood tocando el rebab

## Bi-musicalidad
Uno de los aportes más destacados de Hood, fue la idea de que no se podía estudiar un sistema musical de una cultura diferente a la de uno, sin recibir formación como músico en la cultura escogida, además de tener una base sólida en la propia. Esta idea tuvo gran impacto en la disciplina en los 60' y los 70'. Siendo el primer académico en ofrecer e incluso exigir formación en la interpretación de una música no occidental, algo que hoy es común en la mayoría de los programas de etnomusicología. Fue implementado por primera vez en la UCLA en donde todos los alumnos debían aprender a tocar alguna música no occidental, algo que se ha mantenido en sus programas (el primer gamelán exportado fuera de Bali fue encargado y comprado por el departamento de música de dicha universidad a finales de los 50'). Hood desarrolló una especie de conservatorio musical en la UCLA, invitando a los profesores y a los conjuntos instrumentales de varias partes del mundo, principalmente de Asia (estilos clásicos hindostánico y carnáticos, repertorios de Mongolia, ejecución de instrumentos de las tradiciones extremo-orientales, formación de orquestas gamelán, etc.).
Esto llevó al mismo Mantle Hood a estudiar varios instrumentos de gamelán tanto javaneses como balineses y a especializarse en el rebab javanés (un instrumento de dos cuerdas que se frota con un arco). La bi-musicalidad no trata solamente de aprender un instrumento, si no de entender cómo funciona todo el sistema musical desde el punto de vista de la cultura que lo genera, así como vivir en carne propia la formación en el contexto de esa cultura y los conceptos que ella tiene en torno a la música.
Hay que aclarar que a diferencia de Merriam, Hood solía usar el concepto de "sociedad" y no el de "cultura". También solía hablar de música "en sí misma" para referirse al objeto sonoro separado de su cultura. Además de estar muy interesado en aspectos de notación y mantener una estrecha relación con musicólogos históricos.

## Fragmentos de "The Ethnomusicologist"
Sobre los objetivos de la disciplina:
Una mejor comprensión entre dos o más sociedades o individuos o grupos en lo relativo a comportamiento, psicología, percepción, sistema de valores, modelos artísticos, estéticos, filosóficos y aún más. Y potencialmente hay un gran número de posibles aplicaciones del conocimiento obtenido sobre el sujeto que podrían incluir las relaciones nacionales e internacionales, la economía, las comunicaciones, las relaciones laborales, la propaganda, la protesta, la censura y otras muchas áreas de interés para los científicos sociales y políticos. Los enfoques plausibles, objetivos y aplicaciones de tal estudio son virtualmente ilimitados. Pero el sujeto de estudio primario en etnomusicología es la música.

Sobre las cualidades del etnomusicólogo:
"Si tienes un insaciable apetito por todo tipo de música, si tienes una sana curiosidad sobre los pueblos y sus costumbres, si eres sensible a sus valores y sentimientos, si posees una ilimitada capacidad de trabajo duro y frustración, entonces tu eres un etnomusicólogo".

Consejo para los etnomusicólogos:
"No todo lo que se escribe sobre música es necesariamente cierto... La curiosidad acerca de lo nuevo y lo desconocido y el talento para salir de sí mismo, o del "yo" que se cree ser... Intereses amplios y deseos de aplicarse a ellos con intensidad y entusiasmo... Admiración imperturbable por su maestro, basada en las frecuentes diferencias de opinion con él. Tiene un profundo amor por el sonido puro y la musicalidad de la música, y le gusta ejecutarla. Es a la vez un activo y un soñador. Tiene fuertes tendencias hacia el romanticismo y una línea claramente pragmática que le impide perder el equilibrio... casi siempre. Tiene un tipo de mente analítico pero secretamente casi cree en los mitos..."

Sobre el trabajo de campo:
Succes in field work depends on the combination of three things; technical know-how, substantive knoledge of subject, and a great sensitivity to the values and feelings of the other human beings, these listed in inverse order of importance.
Aparte de las reflexiones y consejos con respecto a la disciplina y su labor, el libro trata los siguientes aspectos: transcripción y notación, organología, trabajo de campo, herramientas tecnológicas, estudio del estilo, métodos científicos en el laboratorio y comunicaciones. Cabe notar que Hood pertenecía a la tendencia "musicologista", sus conceptos, innovaciones y aportes en la época —especialmente su insistencia sobre la importancia de formarse en la tradición que se estudia, influencio tanto a los de su propia corriente como a los de la vertiente más antropológica.

## Otros aportes
En 1971 publicó una herramienta comparativa que llamó "hardness scales", con la que pretendía analizar con mirada científica cualquier tipo de música. Esta permitía comparar rangos máximos y mínimos en diversas propiedades del sonido como el timbre, la frecuencia, la densidad (pulsos por minuto) o los distintos timbres. Su interés en la notación y el análisis le llevó a publicar varios artículos ( normalmente en la revista Ethnomusicology) sobre la improbabilidad de que dos personas puedan transcribir de la misma manera o el problema de utilizar notación europea para la transcripción de músicas de otras culturas.
Hizo algunas de las grabaciones históricas más importantes de gamelan y contribuyó con el desarrollo del melógrafo de Charles Seeger tanto en los 60' y 80'.
También fue uno de los pioneros en la producción de audiovisuales, que por su coste en la época eran bastante escasos dentro de la disciplina. En 1964 realizó un documental sobre los tambores de Ghana llamado Atumpan, siendo el primero en introducir lo narrativo en los registros de campo audiovisuales.
Sus descubrimientos en música javanesa y balinesa fueron referentes para el estudio de muchas otras músicas del sudeste asiático, especialmente en cuanto a afinaciones, sistemas modales, improvisación y estratificación polifónica.
En sus últimas publicaciones tuvo un acercamiento a la física cuántica, su hipótesis consistía en que existe una pequeña unidad de escala temporal del sonido (a modo de partícula subatómica), con el que preparaba un modelo de investigación que incorporara el pensamiento de la física del siglo XX en el campo de la musicología.

## Críticas
Varios autores han criticado que el mayor problema que se percibe en los trabajos publicados por Mantle Hood, es su posición autoritaria y la falta de presencia de un diálogo etnográfico colaborativo con sus informantes.
"His scholarship on gamelan music theory was profoundly shaped by his time and his own training. He spent years interacting with Javanese musicians and learning from them directly, but they are essentially not present in his analytical work; His scholarship on music theory is empirical, produced by a unitary interpretive subject (Hood) and is barely ethnographic."

## Vida privada
Divorciado de su primer matrimonio con Sherley Hood, contrae nuevamente matrimonio en 1963 con Hazel Chung, bailarina profesional que el doctor conoció durante su trabajo de campo. Tuvo 4 hijos: Marlowe Hood de su primer matrimonio y Maiyo J. Hood, Mitro A. Hood y Made M. Hood (quien es también doctor en etnomusicología y especialista en música de Indonesia y otros países del sudeste asiático) del segundo: además de llegar a conocer a tres de sus nietos. Murió el 31 de julio de 2005, a los 87 años en su casa de Ellicot City debido a complicaciones con su Alzheimer. Por sus logros el gobierno de Indonesia le confirió el título de "Ki" en 1986 y lo eligió para la Dharma kusuma (Sociedad de héroes nacionales) en 1992.

## Artículos Destacados
- (1959) The Reliability of Oral Tradition. Journal of the American Musicological Society, 12(2/3), 201-209. doi:10.2307/829541
- (1957) Training and Research Methods in Ethnomusicology. Ethnomusicology, 1(11), 2-8. doi:10.2307/924482
- (1960) The Challenge of "Bi-Musicality". Ethnomusicology, 4(2), 55-59. doi:10.2307/924263
- (1962) Improvisation on the Javanese Gender. Journal of the International Folk Music Council, 14, 163-163. doi:10.2307/835670
- (1963) Musical Significance. Ethnomusicology, 7(3), 187-192. doi:10.2307/924576
- (1979) Reminiscent of Charles Seeger. Yearbook of the International Folk Music Council, 11, 76-82. doi:10.2307/767565
- (1983) Musical Ornamentation as History: The Hawaiian Steel Guitar. Yearbook for Traditional Music, 15, 141-148. doi:10.2307/768647
- (1985) Javanese Gamelan Sekati. Its Sanctity and Age. Acta Musicologica, 57(1), 33-37. doi:10.2307/932687
- (2000) Ethnomusicology's Bronze Age in Y2K. Ethnomusicology, 44(3), 365-375. doi:10.2307/852490[22]

## Selección de composiciones musicales
- "Gending Shin," para gamelán javanés, estrenada en Kioto, Japón el 2 de mayo del 1998.
- "Gending Lou" transcripción para gamelán balinés del tipo Semar Pegulingan, 1989.
- "Gendhing Ageng Lou" para gamelan javanes pelog en dos movimientos sin cortes encargada por Lou Harrison, 1988; estreno mundial el 10 de abril del 1990.
- "Selamat Singapadu" para cuarteto de gender wayang, 1988.
- "Saratoga Springs" para gamelán balinés angklung, dedicada a Lou Harrison, 1986.
- "Marta Budaja" para gamelán javanes slendro, en tres patet; encargada por Lou Harrison, 1983; estrenada el 8 de mayo del 1984.
- "Explosion" para quinteto de percusión, estrenada en 1983.
- "Implosion" para cuarteto de percusión, estrenada en 1981 y publicada por Somers en 1982.
- "Aloha Is," texto y música para himno hawaiano, estrenada en el Honolulu International Center, 1976.
- "Four Ballads" para tenor, texto y música, 1976.
- "Sound Partials" para 17 gongs budistas, encargada por Hazel Chung, estrenada en el Theater Vanguard de Los Ángeles, 1974.
- "Negotiated Peace" cuarteto de cuerdas estrenado en UCLA, 1973.
- "Sekar Anjar" para gamelán balines angklung, encargada por I Made' Bandem, estrenada en el Ojai Festival en California, 1972.
- "Pandji Kesemaran" para gamelán balines angklung, encargada por I Made' Bandem con coreografía para 3 bailarines, estrenada en el Ojai Festival en California, 1972.
- "Time to Mourn" para siete instrumentos de percusión diversos de África, el Sudeste asiático y el lejano oriente, encargada por Hazel Chung, estrenada en el Kennedy Theater de Honolulu, 1968.
- "Emergence" para ocho intérpretes, síntesis de instrumentos y conceptos musicales del sur de Asia, la plinesia, el sudeste asiático, el lejano oriente, África y occidente (incluida en el documental "Three for Dance"), 1968.
- "Owari" para 11 intérpretes, una síntesis de instrumentos y conceptos musicales de occidente, África y Asia, estrenada en el Kennedy Theater de Honolulu, 1968.